# .pf
.pf è il dominio di primo livello nazionale assegnato alla Polinesia francese.